# Ци Мяо, Айша
Айша Мяо Ци (фр. Ayisha Miao Qi; кит. трад. 苗奇; род. 28 сентября 2005, в Пекине, Китай) — канадская шорт-трекистка, китайского происхождения. Чемпионка и бронзовый призёр чемпионата мира среди юниоров. Выступает за клуб "CPV Rosemere" (Монреаль).

## Биография
Айша Мяо Ци родилась в Пекине, в Китайской Народной Республике, в семье отца-журналиста на пенсии Ци Синьхуна и её матери Ши Вэй. Ещё до того, как ей исполнилось 10 лет, она уже была выдающейся спортсменкой в Китае, благодаря своим выступлениям как в конькобежном спорте, так и в фигурном катании. Сотня медалей, несколько статей и репортажей, сделанных о ней. Именно из-за исключительного таланта их дочери родители решили переехать в канадский Бленвиль, провинции Квебек осенью 2015 года. Через полгода Айше пришлось отказаться от китайского гражданства, чтобы стать гражданином Канады. За короткий срок молодая спортсменка быстро выучила французский язык и завела новых друзей.
В марте 2019 года на Играх в Квебеке 12-летняя Айша выиграла первые золотые медали в забегах на 400, 1000 и 1500 метров, тем самым став лучшей в многоборье, а в октябре на международном турнире в Италии "Трофей Альта Вальтеллина" впервые победила в забеге на 500 метров. В сезоне 2020/2021 все соревнования были отменены из-за пандемии коронавируса COVID-19. В 2021 году Айша Мяо Ци вошла в молодёжную национальную команду "NextGen" и была отобрана для участия в сезоне 2021/2022 в международных соревнованиях. В марте 2022 года Айша Мяо Ци участвовала на юниорском чемпионате мира среди юниоров в Гданьске, где завоевала золотую медаль в составе женской эстафеты. На дистанции 500 метров поднялась на 6-е место.
В апреле 2022 года она вновь попала в юниорскую команду на сезон 2022/2023. В январе 2023 года на чемпионате мира среди юниоров в Дрездене в индивидуальных гонках Айша заняла лучшее 7-е место в беге на 500 м, а в эстафете заняла 5-е место. Через год на очередном чемпионате мира среди юниоров в Гданьске завоевала бронзовую медаль в смешанной эстафете и лучшее 6-е место на дистанции 1500 метров. В конце октября 2024 года Айша дебютировала на 1-й этапе Кубка мира в Монреале и сразу же попала в финал "А" на дистанции 1500 метров, заняв 8-е место. В женской эстафете выиграла золото, но команду дисквалифицировали за нарушение. В начале ноября получила сотрясение мозга и пропустила 2-й этап Кубка мира в Монреале.